# Pseudagapostemon olivaceosplendens
Pseudagapostemon olivaceosplendens is een vliesvleugelig insect uit de familie Halictidae. De wetenschappelijke naam van de soort is voor het eerst geldig gepubliceerd in 1910 door Strand.